# Pulverweiden

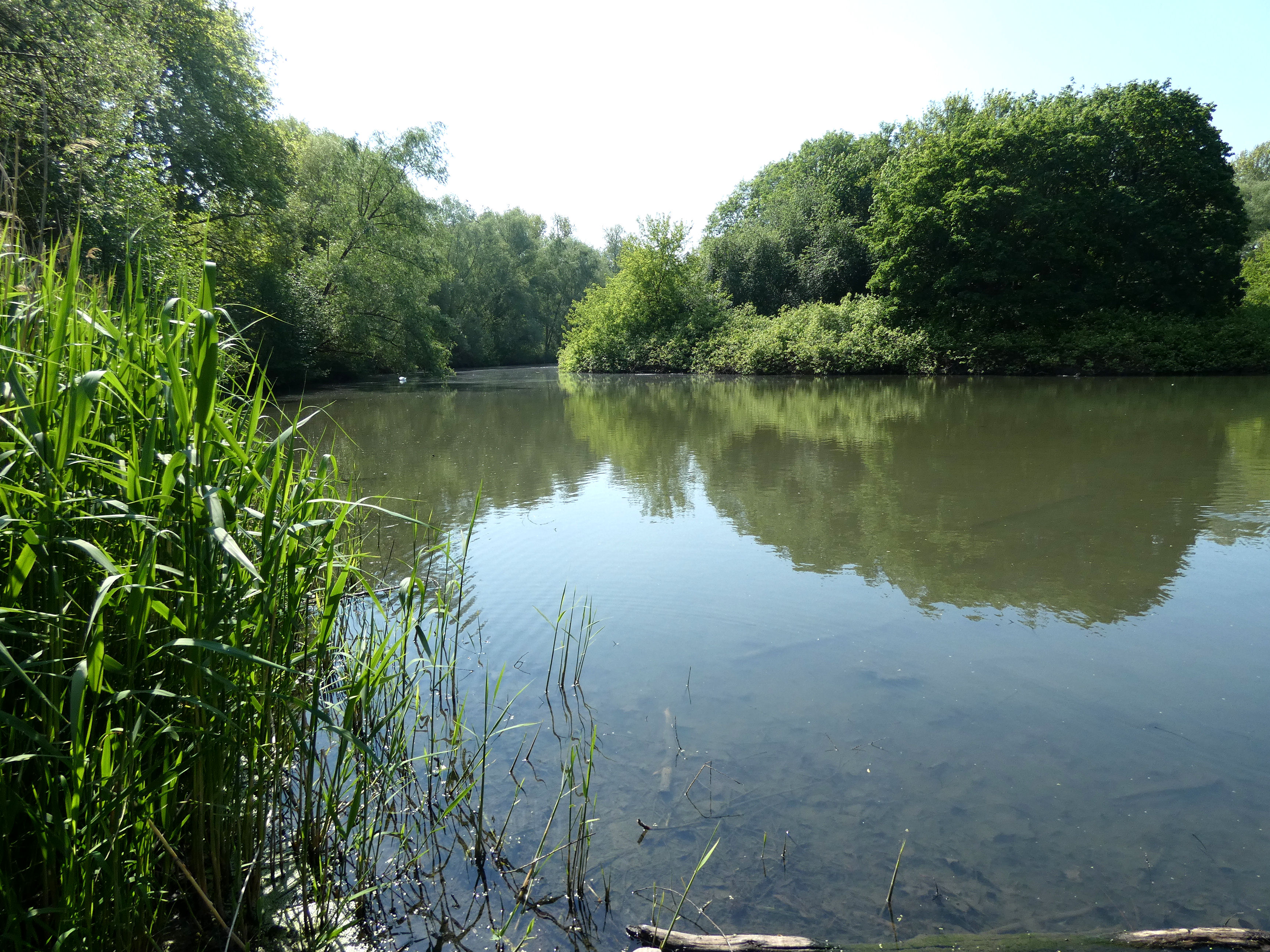
Ringteich in den Pulverweiden

Die Pulverweiden in Halle (Saale), seit 1994 geschützter Landschaftsbestandteil (GLB) und Teil des Landschaftsschutzgebietes Saaletal (LSG0034HAL), bilden mit einer Fläche von 10,9 ha den südlichen Teil der sogenannten Pulverweideninsel (auch Salineinsel), einer Binneninsel – umschlossen von  der Schiffssaale im Osten und der Elisabethsaale im Westen – zu der neben den Pulverweiden noch der Holzplatz und die nördliche Salinehalbinsel mit der Jungfernwiese gerechnet werden.

## Geschichte

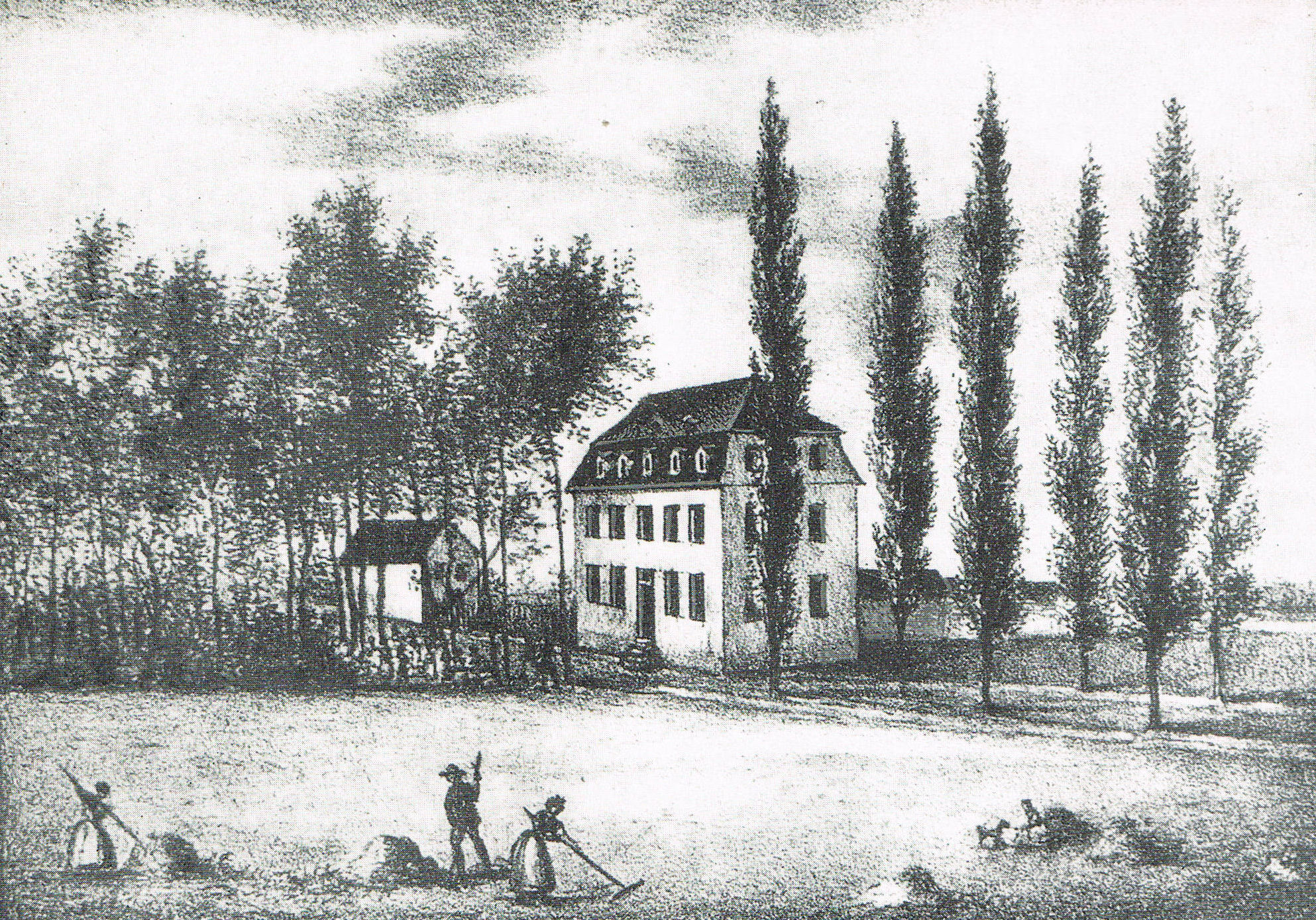
Historische Ansicht der Goldenen Egge

Die Pulverweiden wurden erstmals 1172 als Morastteich bei der Hohen Brücke  erwähnt. 1225 fanden sie Erwähnung als Weiden zwischen Morasttteich und Brücke. Mönche des Klosters Neuwerk erbauten hier im Jahre 1172 eine Mühle, die auf Beschluss des halleschen Rates jedoch 1225 wieder abgerissen werden musste. Das Areal ging danach in städtischen Besitz über. Anfang des 16. Jahrhunderts wurde eine Pulvermühle errichtet, von der der Inselteil seinen Namen erhielt. Die Mühle wurde mehrmals durch Explosionen, Blitzeinschläge wie auch durch Kriegseinwirkungen während des Dreißigjährigen Krieges zerstört, so dass sie nach einem erneuten Brand im Jahre 1706 nicht wieder aufgebaut wurde. 
Es entstand unweit dieser Stelle eine kleine Wirtschaft, die insbesondere von Studenten, die hier auch in der Saale badeten, frequentiert wurde. 1793 wird schließlich eine größere Schenke, die „Goldene Egge“ eröffnet, wiederum ein beliebter Anlaufpunkt der halleschen Studenten wie auch der Bevölkerung. 1918 wurde das inzwischen baufällige Haus abgerissen.
Im Oktober 1806 wurde Halle von der Hohen Brücke aus von den Franzosen erobert und auf den Pulverweiden fanden erste erbitterte Gefechte statt. Nach den Befreiungskriegen trafen sich hier Mitglieder der Burschenschaftsbewegung zu Versammlungen und Diskussionen. Der Schriftsteller Arnold Ruge, Mitglied der Halleschen Burschenschaft, berichtete darüber in seiner Autobiographie „Aus früherer Zeit“. Im Revolutionsjahr 1848 fand am 26. März auf den Pulverweiden die erste große Volksversammlung unter freiem Himmel statt.
Nach den Revolutionsereignissen entwickelten sich die Pulverweiden zu einem beliebten Ausflugsziel und einem Ort der Entspannung und Vergnügungen für die Hallenser. Mehrere Badeanstalten wurden bis Ende des 19. Jahrhunderts eingerichtet. 
Um 1820 hatte man begonnen, das dichte und starke Unterholz zu roden und Wiesen für die Heuernte anzulegen.
Da die Pulverweiden jedoch immer noch zum großen Teil ein Weiden- und Buschdickicht darstellten, ließ der Hallische Verschönerungsverein zwischen 1895 und 1897 das Areal parkähnlich gestalten. 1901 wurde ein Ringteich um die mittig gelegene Pfaueninsel als Eisbahn angelegt. 
Für die Hafenbahn wurde 1892/94 der Damm quer über die Pulverweiden aufgeschüttet. Östlich an die Pulverweiden angrenzend errichtete man 1891 die städtische Gasanstalt und 1900/1901 das städtische Elektrizitätswerk, beide am Holzplatz gelegen.

## Heutige Bedeutung und Nutzung

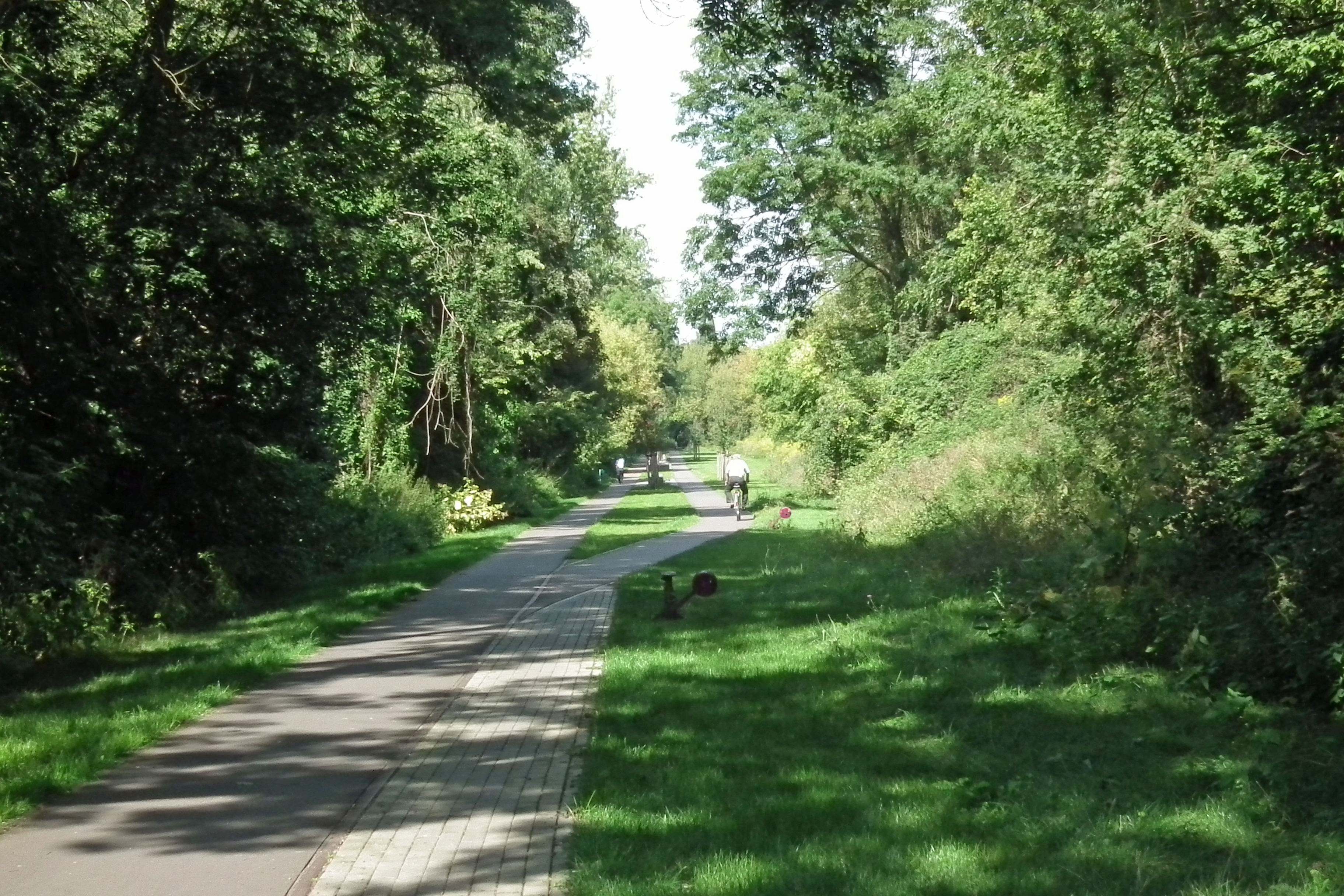
Hafenbahntrasse durch die Pulverweiden

Die Pulverweiden sind im Denkmalverzeichnis der Stadt Halle als Park unter der Erfassungsnummer 094 86791 verzeichnet. Wie auch die weiteren, als Kulturdenkmale geschützten Parkanlagen der Saaleaue, wie der Gimritzer Park, die Würfelwiese oder der Amtsgarten, verfügen auch die Pulverweiden über einen reichhaltigen Bestand einheimischer wie fremdländischer, z. T. auch seltener Gehölze und eine schützenswerte Fauna. 
Seit den 1990er Jahren wurden umfangreiche Renaturierungsmaßnahmen durchgeführt, zum Beispiel die Sanierung des verlandeten Teiches, so dass sich hier wieder  seltene Tier- und Pflanzenarten angesiedelt haben. Ebenfalls wurden umfangreiche Pflanzungen auenwaldtypischer Gehölze vorgenommen.
Daneben dienen die Pulverweiden auch weiterhin als Erholungsraum für die Bevölkerung. Gastronomische Einrichtungen existieren jedoch nicht mehr. Nordwestlich des Ringteiches, an der Elisabethsaale gelegen, befindet sich seit 1927 der Kleingartenverein „Pulverweiden e.V.“. Neben unbefestigten kleinen Waldwegen führt vom Pulverweidenwehr zur Hafenbahnbrücke auch ein asphaltierter Fuß- und Radweg.
Das Pulverweidenwehr, das den Zugang zu den Pulverweiden über die Elisabethsaale von Westen eröffnet, wurde im Jahr 1986 erbaut und hat als Aufgabe die Stauhaltung und die Regulierung der Hochwasserabführung.
Durch das Areal der Pulverweiden verläuft  die Hafenbahntrasse, ein touristischer Fuß- und Radweg, der vom Hauptbahnhof zum Sophienhafen führt. Im nördlichen Teil der Pulverweiden, zwischen Holzplatz und Elisabethsaale, wurde 2008 der „Park des Dankens, des Erinnerns und des Hoffens“ angelegt, der den Organspendern und -empfängern gewidmet ist.